# Hârtop (Suceava)
Pour les articles homonymes, voir Hârtop.
Hârtop est une commune roumaine située dans le județ de Suceava.